# Stockholm Network
Het Stockholm Network is een koepelvereniging met meer dan 130 aangesloten denktanks, verspreid over alle Europese landen. Het Netwerk werd in 1997 opgericht door Helen Disney, die vandaag nog steeds de leiding van het Netwerk op zich neemt. Het Stockholm Network omschrijft zichzelf als "de enige leverancier in Europa van diensten voor vrijemarkt-denkers en denktanks". Het Netwerk is van oorsprong Brits en heeft zijn hoofdzetel in Londen. In Nederland is bijvoorbeeld de Frederic Bastiat Stichting aangesloten bij deze koepel, in Vlaanderen bijvoorbeeld Nova Civitas en het Liberaal Vlaams Studentenverbond.
Het Netwerk publiceert tal van papers en magazines, waaronder het kwartaalblad Eye on Europe, organiseert maandelijks in Brussel een lezing voor de Amigo Society, reikt jaarlijks in Londen de Golden Umbrella Think Tank Awards uit en organiseert verder ook nog tal van andere activiteiten.

## Doelstellingen
Het Stockholm Network is een platform voor onafhankelijke denktanks om onderling pan-Europees onderzoek te kunnen uitwisselen en opstarten. Het Netwerk heeft een sterke economische inslag en ijvert voor economische groei binnen een vrije maatschappij. Het Stockholm Network hangt als ideologie het libertarisme aan.
Het Stockholm Network heeft de volgende doelstellingen:
- Het hervormen van de Europese welvaartsstaten en het creëren van een flexibele arbeidsmarkt.
- Het individualiseren van de Europese pensioenstelsels en het geven van meer verantwoordelijkheid aan de burgers.
- Het verzekeren van een gezondheidszorg die los van de overheid werkt en het beste de belangen van de consumenten dient, en het hervormen van de huidige Europese gezondheidszorgsystemen.
- Het aanmoedigen van een goed-geïnformeerd debat over intellectuele eigendomsrechten als aansporing tot innovatie en ontwikkeling.
- Het hervormen van de Europese energiemarkt zodat de allergunstigste balans gevonden kan worden tussen consumenten, economische groei en milieueffecten.
- Het benadrukken van de voordelen van globalisering, handel en concurrentie, en het bewerkstelligen van een algemeen begrip en kennis van de vrijemarkt.

## Onderzoek
Het Stockholm Network heeft momenteel drie programma's lopen: "Gezondheidszorg en Welzijn", "Intellectueel Eigendom en Concurrentie", en "Energie en Milieu". Elk programma werd in 2005 ontwikkeld in het licht van de hoofddoelstelling van het Netwerk om praktische vrijemarkt-oplossingen te vinden voor de concrete problemen die Europa vandaag heeft.

### Intellectueel Eigendom en Concurrentie
Dit programma heeft de volgende vier doelstellingen:
- De discipline van intellectueel eigendom moet toegankelijker worden voor het grote publiek.
- De interactie tussen specialisten, practici en onderzoekers binnen deze discipline moet vergroot worden.
- De discussie over de verschillende actuele thema's binnen deze discipline moet gevoerd worden.
- De concurrentiekracht van Europa moet verbeterd worden.

### Energie en Milieu
Milieuproblemen zijn zéér belangrijke thema's voor het grote publiek, en dus ook voor de politieke analisten en politici. Het Stockholm Network erkent het belang van milieupolitiek om de welvaart in de toekomst veilig te stellen, maar kiest ook in deze materie resoluut voor praktische vrijemarkt-oplossingen die rekening houden met de economische realiteit.

### Gezondheidszorg en Welzijn
- Alle initiatieven van de verschillende denktanks moeten gebundeld en op elkaar afgestemd worden.
- De concurrentie en de vrije keuze van de consumenten moeten meer spelen op vlak van gezondheidszorg.
- Meer flexibiliteit op de Europese arbeidsmarkten moet gepromoot worden.
- Vrijemarkt-hervormingen van de falende Europese pensioensystemen moeten gepromoot worden.